# Монталто Дора
Монта̀лто До̀ра (на италиански: Montalto Dora; на пиемонтски: Montaut, Монтаут) е малък град и община в Метрополен град Торино, регион Пиемонт, Северна Италия. Разположен е на 252 m надморска височина. Към 1 януари 2020 г. населението на общината е 3380 души, от които 210 са чужди граждани.